# Spione trioculata
Spione trioculata är en ringmaskart som beskrevs av Örsted 1844. Spione trioculata ingår i släktet Spione och familjen Spionidae. Inga underarter finns listade i Catalogue of Life.